# Mouzieys-Teulet
Mouzieys-Teulet (okzitanisch: Mosièis e Teulet) ist eine französische Gemeinde mit 494 Einwohnern (Stand: 1. Januar 2022) im Département Tarn in der Region Okzitanien (vor 2016: Midi-Pyrénées). Cambon gehört zum Arrondissement Albi und zum Kanton Le Haut Dadou (bis 2015: Kanton Villefranche-d’Albigeois).

## Lage
Mouzieys-Teulet liegt etwa neun Kilometer südöstlich von Albi. An der nördlichen Gemeindegrenze verläuft das Flüsschen Caussels zum Tarn. Umgeben wird Mouzieys-Teulet von den Nachbargemeinden Bellegarde-Marsal im Norden, Villefranche-d’Albigeois im Osten, Terre-Clapier im Süden und Südosten, Fauch im Südwesten sowie Fréjairolles im Westen.

## Bevölkerungsentwicklung
| Jahr                      | 1962 | 1968 | 1975 | 1982 | 1990 | 1999 | 2006 | 2013 |
| Einwohner                 | 336  | 293  | 251  | 257  | 307  | 311  | 406  | 425  |
| Quelle: Cassini und INSEE |      |      |      |      |      |      |      |      |